# Файт
„Файт“ е бивша хевиметъл група в САЩ, щата Аризона.
Формирана е през 1992 г. от Роб Халфорд, след като напуска Judas Priest. Към неговата група се присъединява и барабанистът им Скот Травис, който обаче не напуска предишната си група. Съставът е попълнен от Ръс Периш – китара, Брайън Тилс – китара и клавиши, Джак Браун – бас.
Стилът на групата е малко по-различен от този на Judas Priest. Той е микс от традиционен хевиметъл и новия остър звук на групи като Pantera.

## Дискография
| - War of Words (1993) - A Small Deadly Space (1995) - Mutations (1994) - K5 – The War of Words Demos (2007) - War of Words – The Film (2007) - Into the Pit (2008) |